# Percina uranidea
Percina uranidea is een straalvinnige vissensoort uit de familie van de echte baarzen (Percidae). De wetenschappelijke naam van de soort is voor het eerst geldig gepubliceerd in 1887 door Jordan & Gilbert.